# Millville (Pennsilvània)
Millville és una població dels Estats Units a l'estat de Pennsilvània. Segons el cens del 2000 tenia 991 habitants.

## Demografia
Segons el cens del 2000, Millville tenia 991 habitants, 380 habitatges, i 242 famílies. La densitat de població era de 402,8 habitants/km².
Dels 380 habitatges en un 27,4% hi vivien nens de menys de 18 anys, en un 50,5% hi vivien parelles casades, en un 10,8% dones solteres, i en un 36,3% no eren unitats familiars. En el 31,8% dels habitatges hi vivien persones soles el 20% de les quals corresponia a persones de 65 anys o més que vivien soles. El nombre mitjà de persones vivint en cada habitatge era de 2,25 i el nombre mitjà de persones que vivien en cada família era de 2,83.
Per edats la població es repartia de la següent manera: un 19,2% tenia menys de 18 anys, un 7,4% entre 18 i 24, un 24% entre 25 i 44, un 19,8% de 45 a 60 i un 29,7% 65 anys o més.
L'edat mediana era de 44 anys. Per cada 100 dones de 18 o més anys hi havia 69,7 homes.
La renda mediana per habitatge era de 29.191 $ i la renda mediana per família de 44.063 $. Els homes tenien una renda mediana de 30.357 $ mentre que les dones 23.269 $. La renda per capita de la població era de 18.958 $. Entorn del 10,4% de les famílies i el 14% de la població estaven per davall del llindar de pobresa.

## Poblacions més properes
El següent diagrama mostra les poblacions més properes.